# Opérateurs du langage de programmation raku

## Associativité et relations de précédence
Voici le tableau des opérateurs en raku, avec leur associativité et par précédence décroissante:
| Assoc. | Niveau                | Exemples                                          |
| ------ | --------------------- | ------------------------------------------------- |
| N      | terme                 | 42 3.14 "perl" qq[foo] $x :!verbose @$array       |
| G      | méthode postfixée     | .meth .+ .? .* .() .[] .{} .<> .«» .:: .= .^ .:   |
| N      | auto-incrémentation   | ++ --                                             |
| D      | exponentiation        | **                                                |
| G      | unaire symbolique     | ! + - ~ ? \| \|\| +^ ~^ ?^ ^                      |
| G      | Multiplicatif         | * / % %% +& +< +> ~& ~< ~> ?& div mod gcd lcm     |
| G      | Additif               | + - +\| +^ ~\| ~^ ?\| ?^                          |
| G      | Réplication           | x xx                                              |
| X      | Concaténation         | ~                                                 |
| X      | Jonction ET           | &                                                 |
| X      | Jonction OU           | \| ^                                              |
| G      | unaire nommé          | temp let                                          |
| N      | infix structurel      | but does <=> leg cmp .. ..^ ^.. ^..^              |
| C      | infix chaîné          | != == < <= > >= eq ne lt le gt ge ~~ === eqv !eqv |
| X      | ET serré              | &&                                                |
| X      | OU serré              | \|\| ^^ // min max                                |
| D      | Conditionnel          | ?? !! ff fff                                      |
| D      | assignation d'article | = => += -= **= xx= .=                             |
| G      | unaire lâche          | so not                                            |
| X      | opérateur virgule     | , :                                               |
| X      | liste infixée         | Z minmax X X~ X* Xeqv ...                         |
| D      | liste préfixée        | print push say die map substr ... [+] [*] any Z=  |
| X      | ET lâche              | and andthen                                       |
| X      | OU lâche              | or xor orelse                                     |
| X      | séquenceur            | <== ==> <<== ==>>                                 |
| X      | Terminateur           | ; {...} unless extra ) ] }                        |